# Palazzo delle Poste (Grosseto)
Il palazzo delle Poste e Telegrafi è un edificio pubblico situato a Grosseto, in piazza fratelli Rosselli.

## Storia

Il palazzo delle Poste in una foto del 1933

Nell'ambito delle proposte avanzate da Mussolini per risolvere la crisi dell'occupazione, con decreto nº 10102 dell'8 luglio 1930 venne decisa a Grosseto la realizzazione del palazzo delle Poste e Telegrafi, la cui progettazione venne affidata all'architetto Angiolo Mazzoni. Già nel 1929 Mazzoni aveva avuto allo studio la sistemazione urbanistica della città, a seguito della quale l'area sulla quale realizzare il nuovo edificio postale venne individuata nella piazza circolare allora intitolata ad Umberto I, posta fuori la Porta Nuova a nord della città storica e decorata dall'obelisco del monumento ai Caduti del Risorgimento eretto nel 1896, nella quale confluiva il principale collegamento nazionale, la via Aurelia, e intorno alla quale erano da poco sorti il palazzo del Governo e la regia scuola magistrale. Dopo la realizzazione del bozzetto di un primo edificio, non approvato, costituito da due corpi laterali raccordati sul fronte da un corpo centrale più basso e porticato su tre lati ed enfatizzato dalla presenza di una torre ottagonale indipendente, Mazzoni redige il progetto definitivo prima del giugno 1930. Già dall'aprile di quell'anno, tuttavia, l'Ufficio Patrimoniale aveva disposto l'esproprio degli immobili esistenti sull'area scelta per la costruzione e il 16 settembre iniziarono i lavori di demolizione di Palazzo Barth, palazzina liberty costruita appena nel 1929, oltre che di altri edifici posti lungo l'allora viale Pisani, oggi Matteotti.
La gara di appalto per l'assegnazione delle opere murarie, svoltasi nel settembre 1930, venne vinta dall'impresa Rusconi Carlo di Milano, con un ribasso del 19,36% sull'importo approssimativo dei lavori, stimato in 1 250 000 lire. Il contratto con l'impresa venne firmato il 1º dicembre 1930. Nel 1932 si stipularono le convenzioni di cottimo con la ditta Baggiani Belisario di Arcidosso per il rivestimento in marmo del salone centrale, con la ditta Mariotti Alcibiade di Pistoia per la realizzazione dei serramenti in legno, con la ditta fratelli Greppi di Milano per i serramenti metallici. I lavori iniziarono il 4 febbraio 1931 ed impiegarono mediamente centoventi operai al giorno per concludersi, dopo la concessione di tre proroghe, il 20 ottobre 1932. Marmi, travertini e graniti furono forniti dalla Società Marmifera Nord Carrara del gruppo Montecatini, con sede a Milano, cave in Garfagnana e stabilimenti a Viareggio e Pietrasanta.
La solenne inaugurazione dell'edificio alla presenza di Vittorio Emanuele III avvenne il 13 novembre 1932.
Una serie di lavori di completamento venne approvata con decreto legge il 9 agosto 1939.
Dopo la guerra, nel 1953, furono compiuti lavori di sopraelevazione del corpo centrale, consegnati nell'ottobre del 1955, mentre nel 1963 venne costruito nel cortile sul retro un nuovo corpo ad un solo piano destinato ai portalettere. Nel 1975 venne ampliato il salone al pubblico, realizzato l'appartamento del direttore e compiuta la completa ridistribuzione funzionale degli ambienti; nel 1983 è stata inoltrata domanda di sopraelevazione dell'ala orientale su via Roma. Tra il 2007 e il 2008 il palazzo è stato oggetto di un completo restauro.

## Descrizione

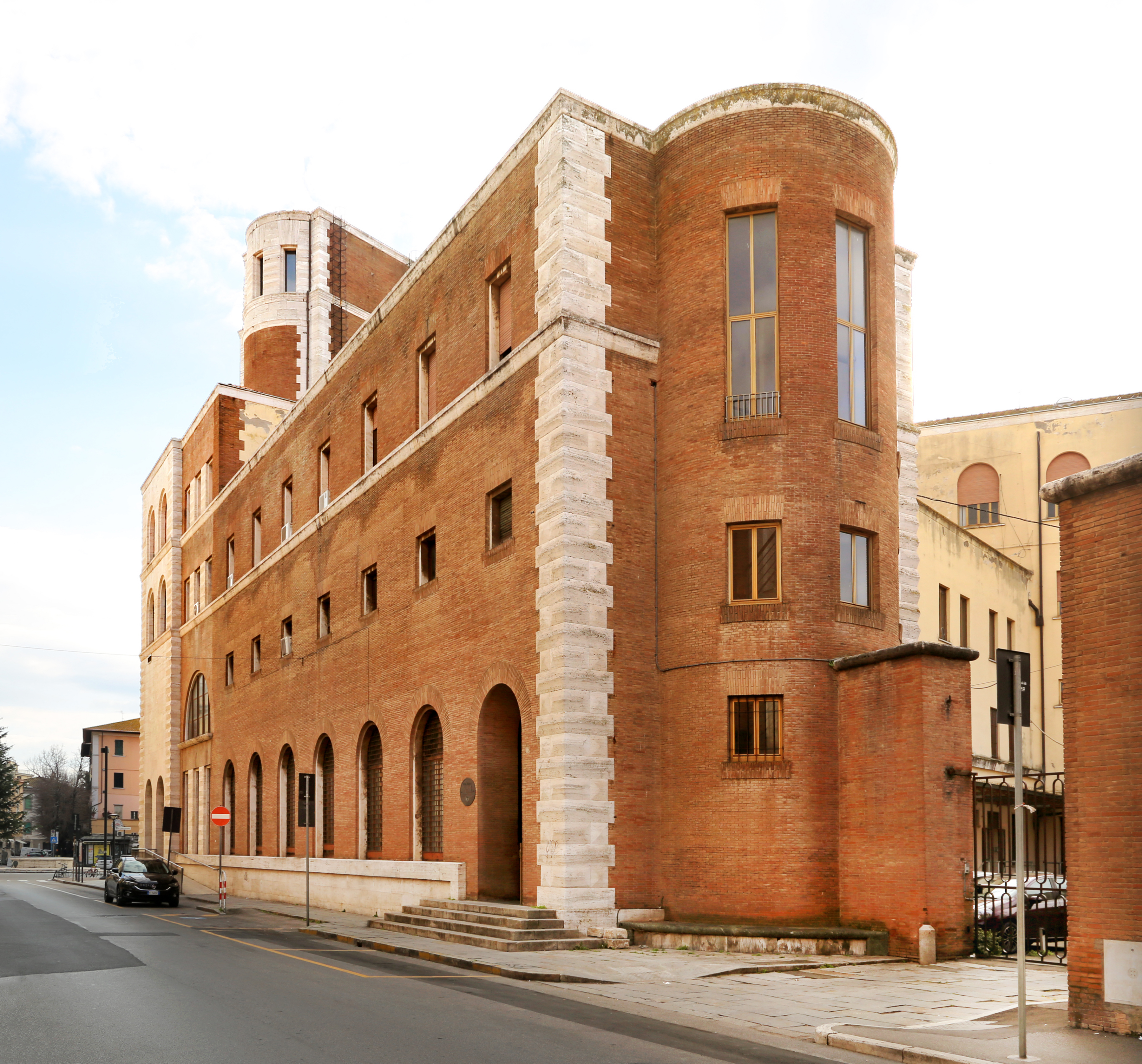
Il retro del palazzo

### Contesto urbanistico
Collocato sull'area trapezoidale delimitata sui lati dalla via Roma e dal viale Giacomo Matteotti, l'edificio prospetta sulla piazza fratelli Rosselli, comunemente conosciuta come piazza della Vasca, ponendosi come imprescindibile punto di riferimento visivo urbano imperniato sull'asse della via IV Novembre di ingresso al centro storico.
Cerniera di grande respiro tra il nucleo murato e le nuove aree periferiche, la piazza già Umberto I, organizzata negli anni venti come spazio rappresentativo e monumentale, è chiusa da architetture-simbolo di notevole valore figurativo, realizzate in fasi e con linguaggi differenti: l'imponente palazzo del Governo, caratterizzato da stilemi neo-classicisti, il moderno edificio pluriuso realizzato da Ludovico Quaroni negli anni settanta, il villino Panichi, il cui linguaggio neorinascimentale è stemperato da decorazioni di gusto liberty, - di estrema raffinatezza nella scala di ingresso a ventaglio e nella recinzione demolite nel dopoguerra per far posto all'attuale corpo basso dei negozi - e il severo edificio della ex scuola regia magistrale, che ripropone un classicismo di stampo neo-cinquecentista.
Sul lato prospiciente via Roma, il palazzo fronteggia invece l'edificio del Consorzio agrario provinciale che ne riprende il paramento in mattoni con ampi inserti in travertino e che costituisce un altro episodio degno di attenzione nel panorama dell'architettura del Regime nel capoluogo maremmano.

### Esterno

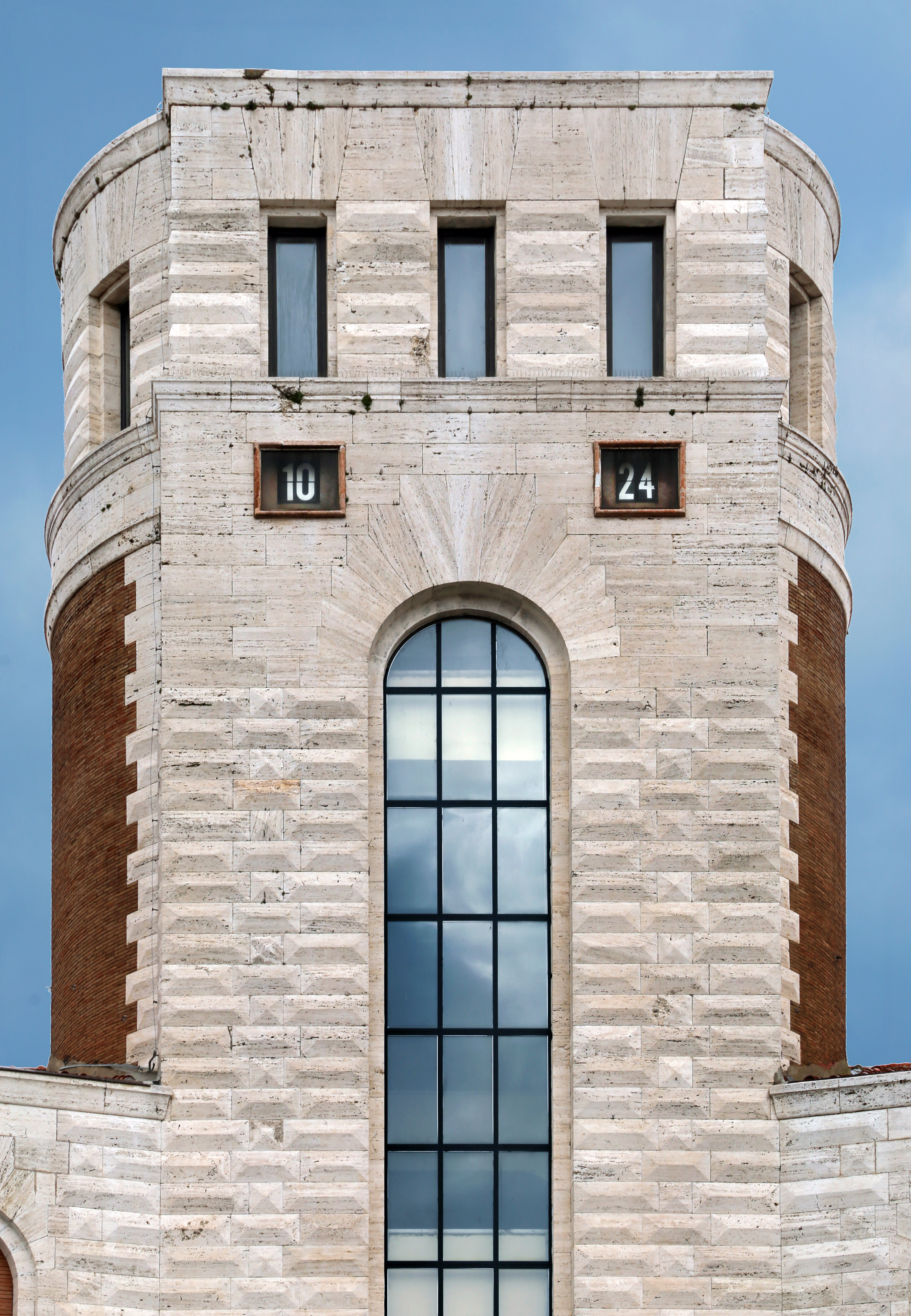
La torre dell'orologio

Edificio-simbolo della città, fortemente caratterizzato da un linguaggio monumentale e retorico non privo di suggestione, la costruzione rivela una pianta trapezoidale, dettata dalla forma del lotto che imponeva di studiare una impostazione planimetrica non convenzionale, sviluppata sulla bisettrice dell'angolo che le due strade laterali formano idealmente. Si compone di un settore principale nel quale si aprono le arcate di ingresso, affacciato sulla piazza fratelli Rosselli e caratterizzato in alzato dal totale rivestimento in travertino di Rapolano, da cui si dipartono, in senso radiale, i due lunghi corpi laterali pressoché simmetrici disposti lungo le vie Roma e Matteotti, collegati fra loro da ambienti centrali affacciati sul cortile posteriore di servizio.
Il fronte principale, alto circa 20 metri, risulta tripartito ed enfatizzato nella zona centrale dalla presenza del portale monumentale - con architrave iscritto sorretto da due possenti colonne ioniche e sovrastato dal gruppo marmoreo della Maremma domata dalla mano dell'uomo dello scultore Napoleone Martinuzzi - e soprattutto della torre, elemento assiale a pianta ellittica che contiene il vano scala principale e assume il ruolo di cerniera tra due i corpi laterali. La torre è accentuata nel suo già forte verticalismo da una lunga finestratura centrale che illumina lo scalone all'interno e che indirizza lo sguardo verso le piccole aperture dell'orologio meccanico a palette collocato nei due quadrati ritagliati appena sotto la loggia finestrata di coronamento.

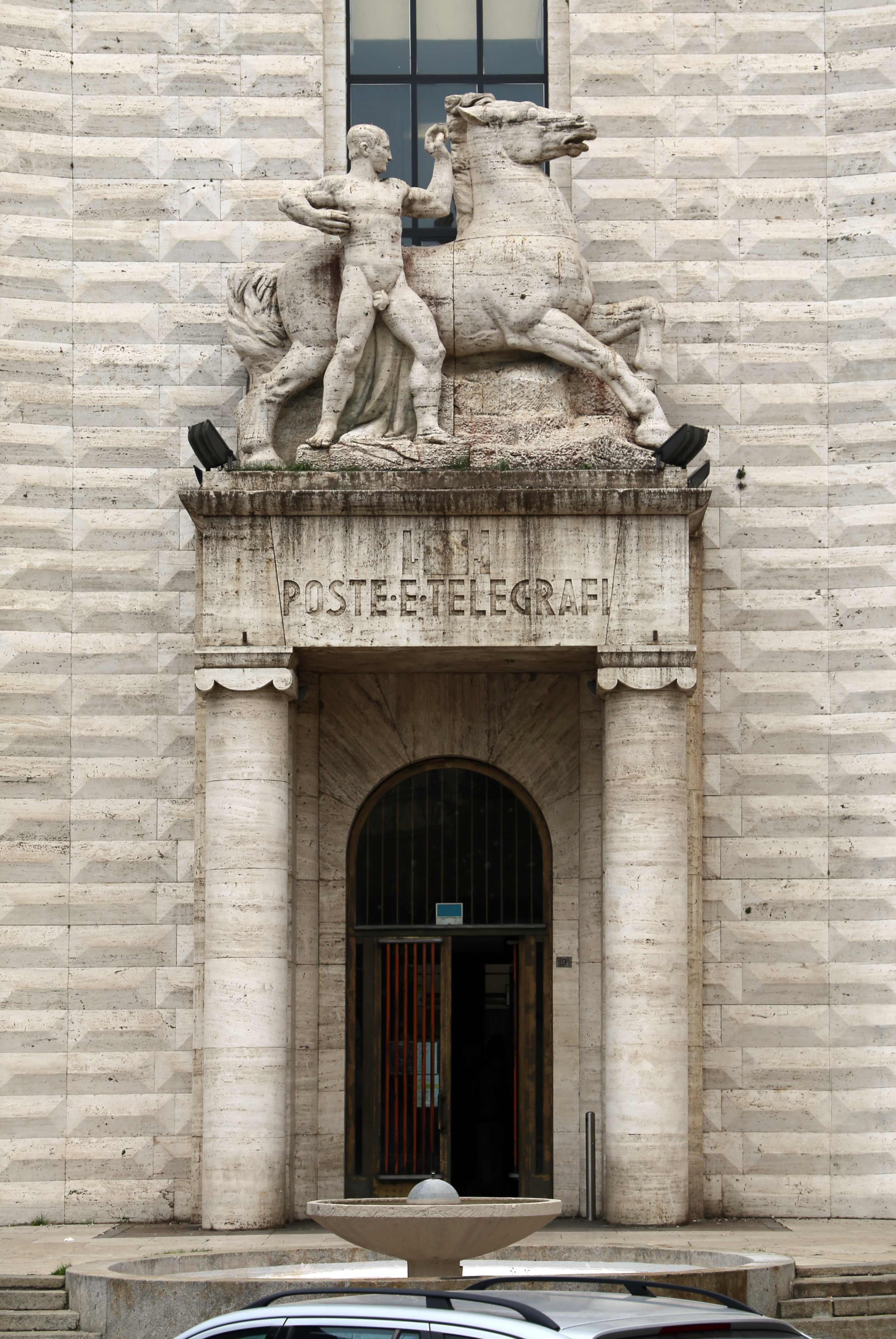
Il portale con la Maremma domata di Napoleone Martinuzzi

La leggera concavità del fronte, che nelle limitate dimensioni segue l'andamento circolare della piazza, e il suo preponderante sviluppo verticale vengono compensati dalla convessità della scalinata di accesso in granito dell'isola d'Elba che si raccorda alle scalinate laterali e che si proietta verso la piazza formando un ampio piazzale pavimentato in travertino di Rapolano, all'estremità del quale è scavata una fontana circolare con tazza in marmo di Portasanta e sfera centrale in diorite, disegnata con mano razionalista dallo stesso Mazzoni. Sovrastati in facciata da due gruppi di fasci littori in marmo Portasanta, i due portali minori immettono in salette dotate di altri due accessi laterali; spazio di sosta e filtro tra l'esterno ed il salone per il pubblico, le salette risultano caratterizzate da particolari di estrema eleganza e dall'uso di materiali di pregio: le pareti in laterizio sono concluse da una cornice in marmo giallo di Mori del Trentino e seguite nell'andamento semicircolare della parete interna da panche in massello di marmo verde Alpi.
Ai lati dei portali di accesso al salone per il pubblico, incorniciati da bugne lisce in travertino e chiusi da serramenti vetrati in ottone e pietra serena, sono ancora collocate le lumiere originali in vetro ed ottone, mentre il soffitto è rivestito da una pannellatura in legno con illuminazione al neon incorporata. La saletta di destra, mancante attualmente della panca in marmo, è decorata dalla statua in bronzo di San Cristoforo, sempre opera dello scultore Martinuzzi, collocata al centro della parete semicircolare del vano scala.
Oltre il breve settore laterale del corpo principale, i lunghi prospetti su via Roma e su viale Matteotti, elevati su tre piani più un ammezzato e scanditi dalla sequenza regolare delle finestrature - più grandi e centinate al piano terreno, quadrate al mezzanino e rettangolari ai piani superiori - rispecchiano le funzioni delle zone di servizio e risultano connotati dal totale paramento in laterizio arricchito dai numerosi inserti in travertino: fascia marcapiano, cornici, fascia tra le finestre centinate nell'ultimo tratto del fronte sul viale Matteotti, portali secondari sullo stesso lato occidentale, elemento angolare che evidenzia la conclusione del corpo su via Roma, cornicione superiore. Immediatamente dopo le due arcate laterali di ingresso alle salette, al di sopra della zoccolatura al piano strada che funge da davanzale alle finestre del pian terreno, si aprono due finestroni tripartiti e coronati da un lunettone termale - sottolineato da una cornice in travertino - che illuminano all'interno il grande salone per il pubblico; il prospetto su via Roma è inoltre aperto, nella parte finale, dall'arcata dell'ingresso di servizio, preceduto da una breve scalinata rettilinea e filtrato da un piccolo spazio a croce pavimentato in tessere di ceramica azzurra. Il corpo orientale è concluso in testata dall'avanzamento del volume semicircolare del vano scala di servizio, illuminato da tre file di finestre verticali di grandezza crescente, a cui si attesta il muro di cinta con la cancellata di ingresso al cortile posteriore.

### Interno

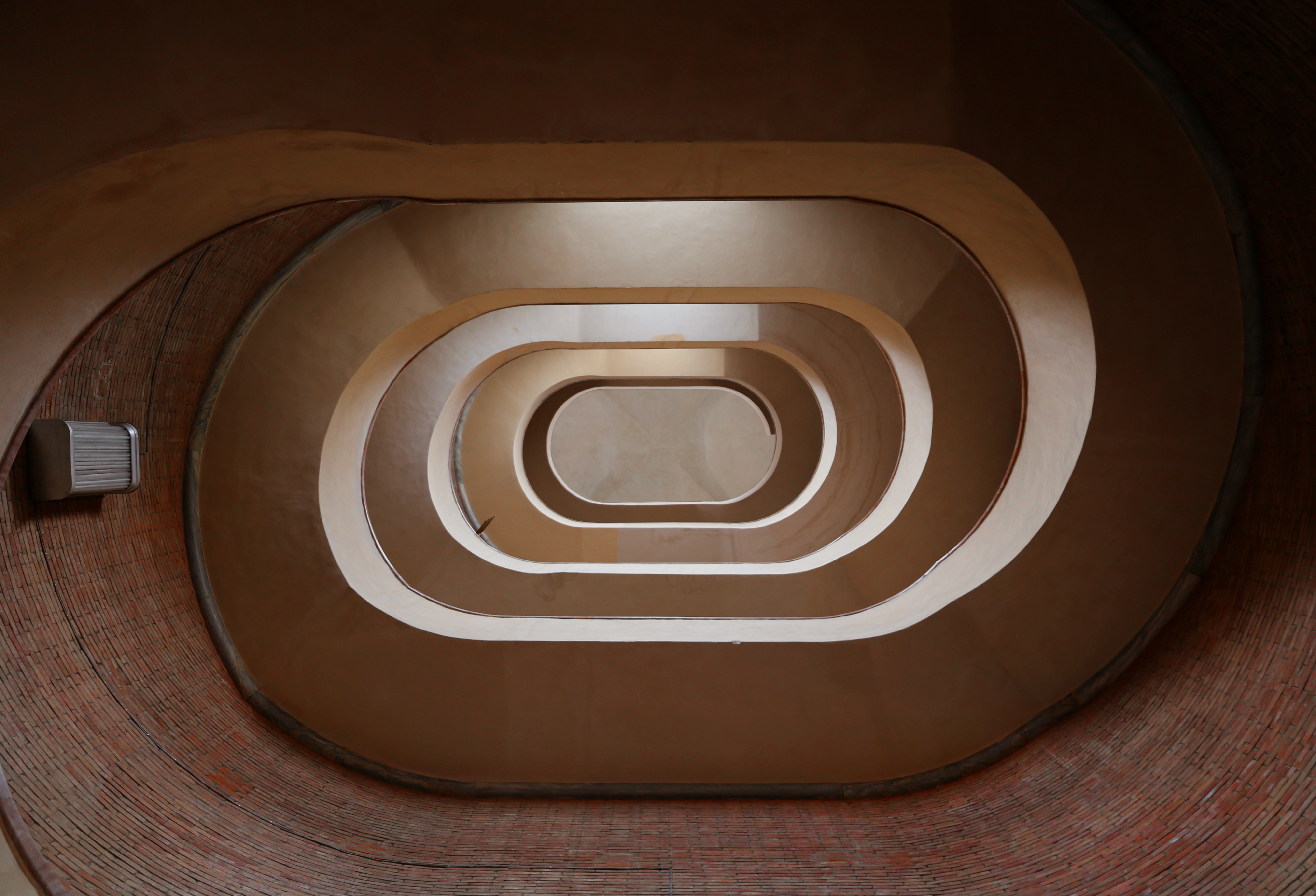
Le scale interne della torre

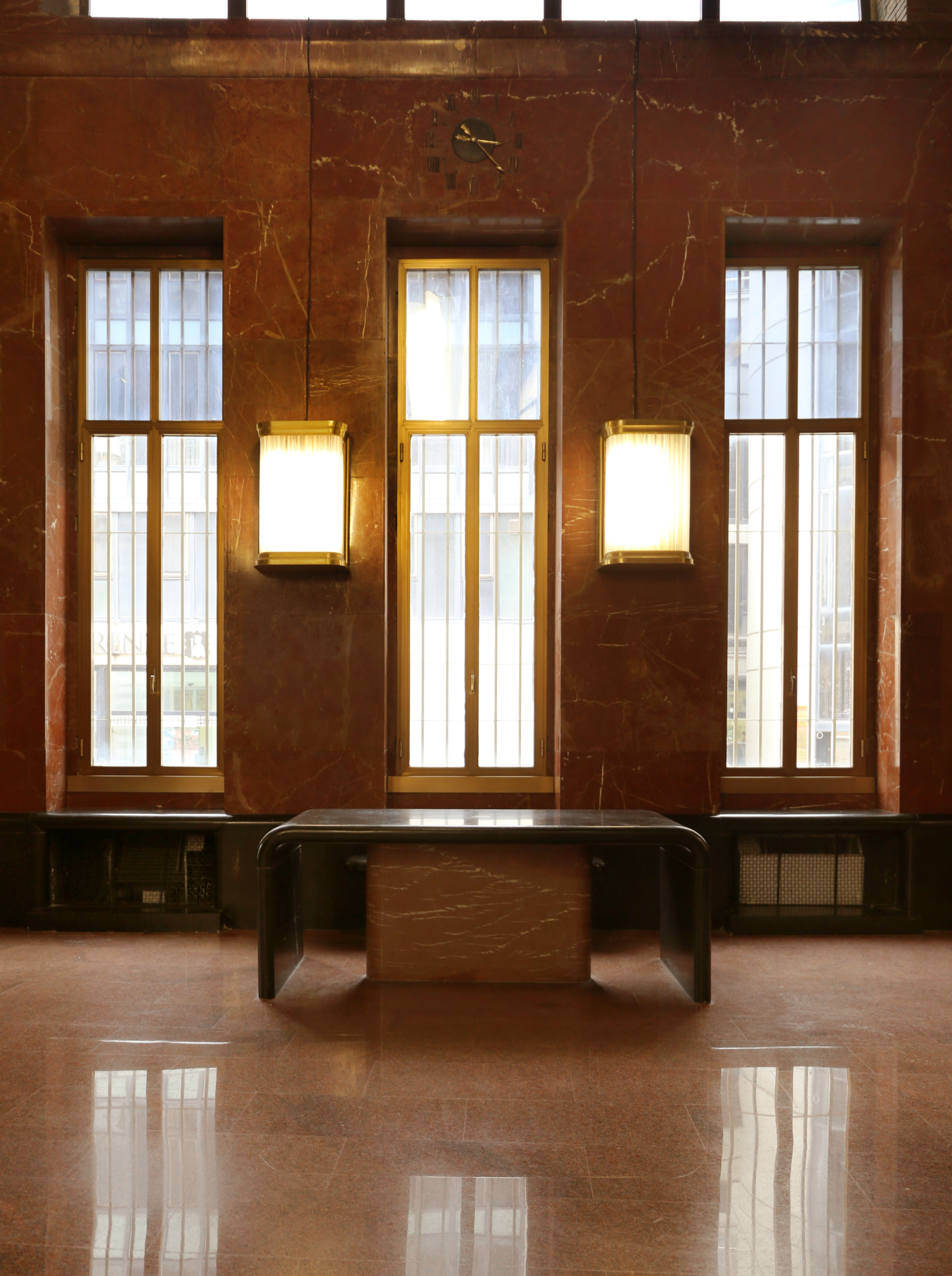
Interno

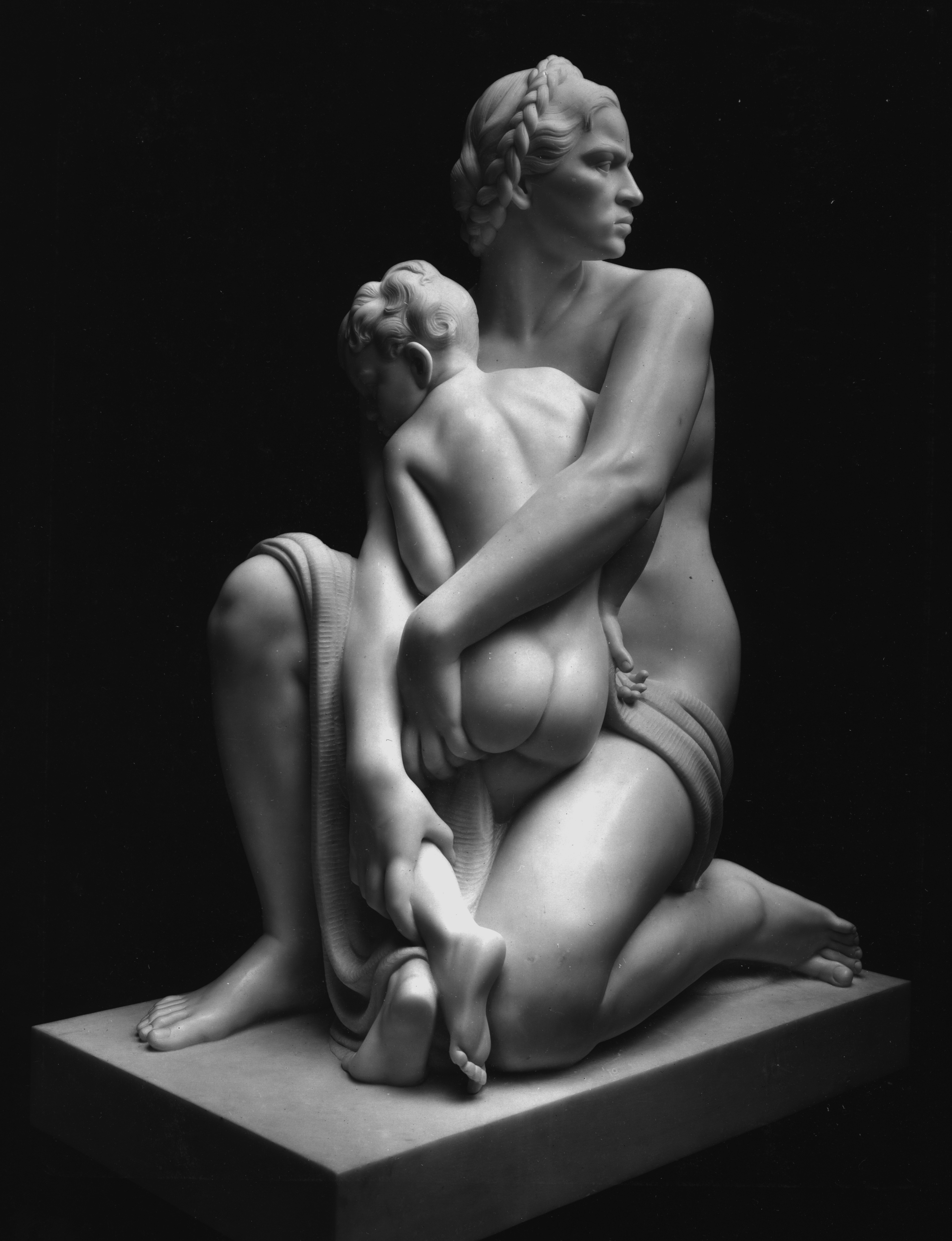
La madre di Domenico Ponzi

Dal portale principale aperto sulla piazza si accede nell'atrio d'ingresso, che costituisce uno degli episodi più suggestivi dell'intero edificio.
A pianta ellittica, accosta al semplice laterizio a vista delle pareti i marmi pregiati della pavimentazione, realizzata in cipollino viola Apuano tagliato da una larga fascia di rosato di Portasanta; le pareti sono concluse da una cornice in cipollino viola e ancora illuminate dalle lumiere a parete originali, in vetro ed ottone.
In asse con l'entrata si apre il portale in massello di marmo nero assoluto di accesso al salone per il pubblico, mentre lo spazio sulla sinistra è segnato al centro dalla statua in marmo bianco di Carrara de La madre, opera dello scultore romano Domenico Ponzi, posta al di sopra di un basamento iscritto in marmo rosato di Portasanta.
Sulla destra, dopo una prima rampa di invito ripiegata ad uncino e rivestita lateralmente in marmo di Portasanta, si diparte il grande scalone ellittico del diametro maggiore di 9 m — complessa soluzione strutturale adottata dal Mazzoni anche nel palazzo delle poste di Palermo.
Intervallati da ampi pianerottoli, i 185 gradini dello scalone salgono fino alla loggia finestrata alla sommità della torre e sono rivestiti in marmo cipollino viola apuano; il medesimo materiale è usato anche per il rivestimento interno del parapetto continuo in muratura, dotato di corrimano in marmo di Portasanta.
L'accostamento laterizio-marmo si ritrova nel salone per il pubblico, delle dimensioni di circa 20 m per 8 m e un'altezza di circa 6 m, con le pareti maggiori leggermente concave.
Illuminato dai due finestroni tripartiti delle pareti laterali e da quattro lunettoni termali, il salone si presenta connotato decisamente in chiave classicista: al di sopra del cornicione che conclude il totale rivestimento marmoreo delle pareti in marmo rosso Amiata con inserti e decorazioni in massello di marmo nero assoluto, si impostano le volte di copertura in laterizio a vista, a crociera nella zona centrale e a botte nei settori laterali, segnate al centro dai lampadari originali in vetro ed ottone, di cui ancora risulta funzionante il sistema di elevazione elaborato per la pulizia dei lumi stessi. Il pavimento, attualmente in lastre di marmo, era costituito in origine da formelle quadrate in ceramica antisdrucciolevole racchiuse entro fasce di marmo rosso Amiata.
Ai lati dei tre portali di ingresso in marmo nero assoluto del Belgio con soglie in diorite, tra i pilastri sporgenti che sorreggono le arcate a tutto sesto delle volte, sono collocati due scrivinpiedi ancora in massello di marmo nero assoluto, al pari delle scrivanie e delle panche poste alle estremità del salone, dei davanzali della sportelleria e dei finestroni laterali che racchiudono i caloriferi.
Tutti gli elementi di arredo, nonché gli oggetti d'uso - come gli orologi in ottone non più funzionanti apposti sugli architravi delle pareti laterali - furono disegnati con estrema cura dallo stesso Mazzoni.
Oltre la parete di fondo del salone si aprono gli ambienti riservati e, affacciato sul lato orientale, un secondo salone con sportelleria, di recente ridotto nelle dimensioni.
Sul fondo, comunicante con l'entrata di servizio, si diparte lo scalone secondario in marmo bianco della Garfagnana, racchiuso entro il vano scala con parete esterna semicircolare.
Al primo piano, lo spazio corrispondente al salone del pian terreno è frazionato in tre sale di cui quella centrale destinata alle riunioni e pavimentata in lastre di marmo di Portasanta; gli uffici, collocati sui corpi laterali, sono disimpegnati da corridoi.

## Fortuna critica
Giudicato all'epoca un «ardito tentativo di arte del tempo fascista, che senza ripudiare il classico tende ad una bene intesa modernità» (Marmi e graniti, n. 6, 1932) e celebrato soprattutto per la dovizia di marmi pregiati utilizzati, il palazzo è stato di recente riconosciuto, all'interno della generale rivalutazione operata negli ultimi venti anni dell'opera architettonica di Angiolo Mazzoni, come un esempio "greve ma suggestivo di monumentalismo" non privo "di una suggestione metafisica vagamente sinistra" (Forti, 1978 p. 42).

## Bibliografia

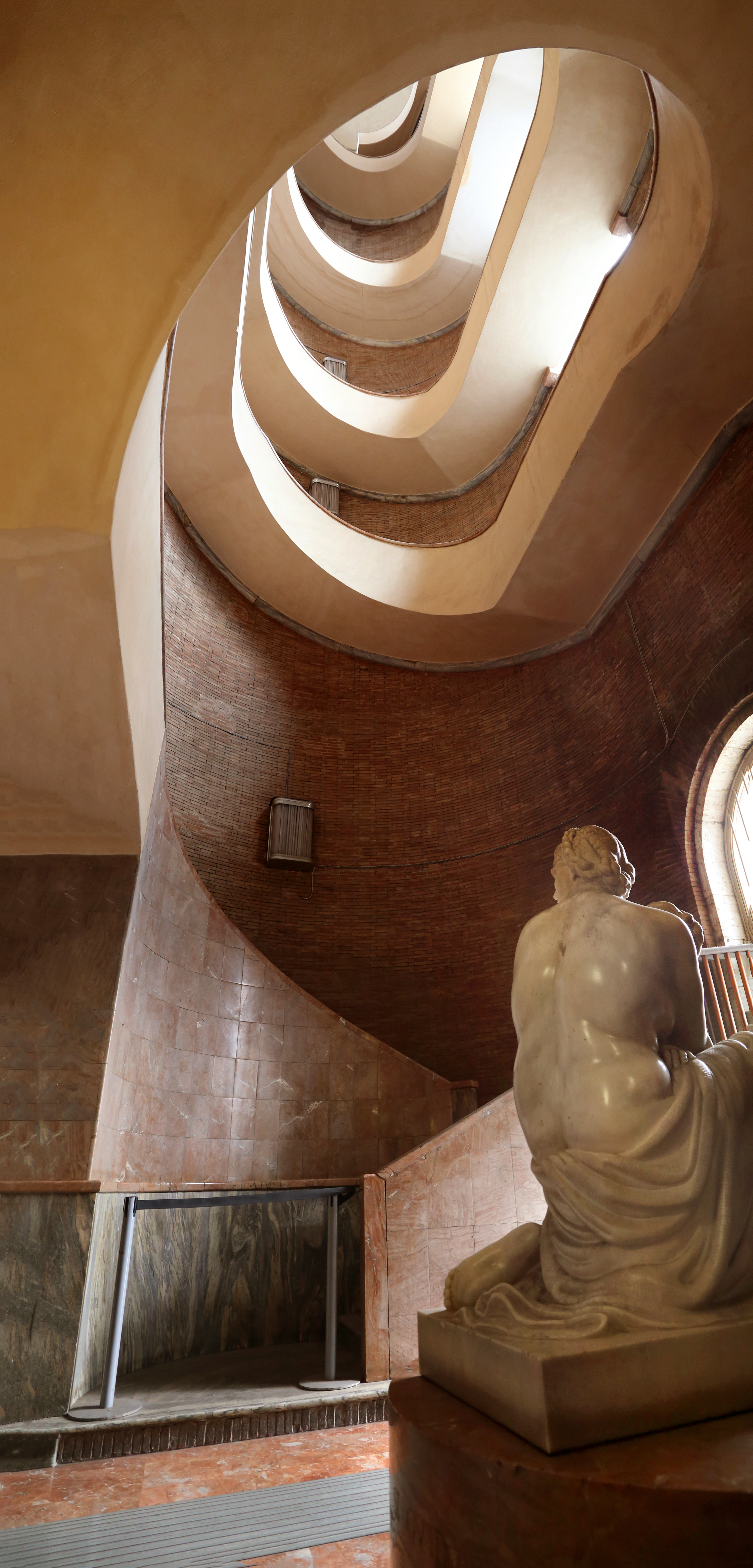
Atrio e scala elicoidale